# Brdice pri Kožbani
Brdice pri Kožbani é um assentamento localizado no município de Brda na Eslovênia. Possuía uma população estimada de 22 habitantes em 2020.